# Armario metálico
Un armario metálico es un mueble fabricado generalmente en chapa de acero debidamente plegada, soldada y pintada. El cerramiento puede ser mediante puertas batientes, correderas o de persiana. 
A diferencia de un armario doméstico fabricado en madera, la estética y el acabado final no son tan importantes como su robustez, especificidad y economía. El resultado es un mobiliario más frío pero perfectamente adaptado para un uso industrial.
Se emplean para almacenar todo tipo de productos utilizados en la industria. El interior de los armarios metálicos dispone de elementos que facilitan el almacenaje y la protección de los productos depositados en su interior optimizando al máximo el espacio disponible. El diseño y composición interior del armario está en función del tipo y cantidad de productos a almacenar. Podemos encontrar armarios con cajones metálicos, estantes, paneles perforados portaherramientas, contenedores de plástico, bandejas colectoras para prevención de derrames, puertas y paredes ignífugas, ventilación, etc.
- Datos: Q8204637